# Camillo Grossi

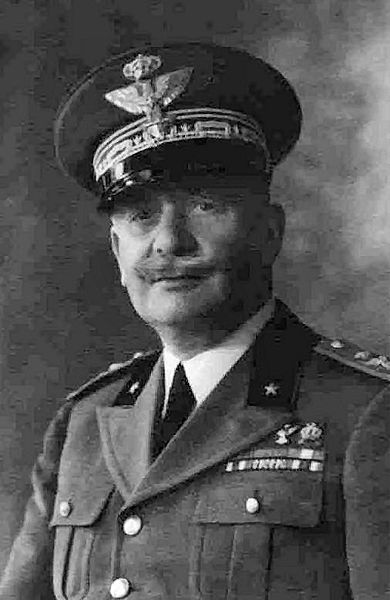
Camillo Grossi

Camillo Grossi (* 30. September 1876 in Grosseto; † 16. Juni 1941 in Turin) war ein italienischer General des Königlich-Italienischen Heeres zuletzt im Rang eines designierten Armeegenerals. Von 1939 bis 1940 befehligte er die 4. Armee und anschließend war er Oberkommandierender der Armeegruppe Ost. Zwischen 1939 und 1941 gehörte er zudem dem Senat an.

## Leben

### Offiziersausbildung, Erster Weltkrieg und Zwischenkriegszeit

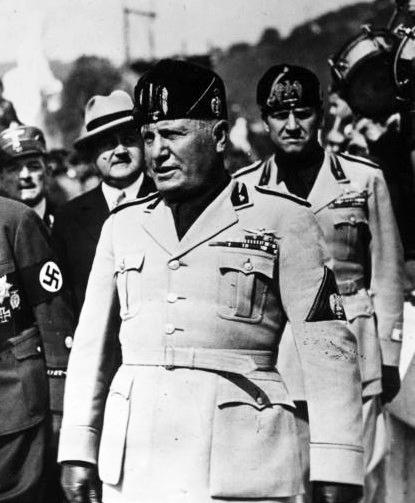
Während der Amtszeit von Benito Mussolini als Kriegsminister war Grossi zwischen 1925 und 1932 Kabinettschef des Kriegsministeriums.

Camillo Grossi, Sohn von Tommaso Grossi und dessen Ehefrau Caterina Passerini, absolvierte nach dem Schulbesuch eine Offiziersausbildung an der Militärschule (Scuola militare), die er am 28. September 1894 beendete. Nach verschiedenen Verwendungen als Offizier besuchte er vom 5. Oktober 1905 bis zum 20. August 1908 die Kriegsschule des Heeres (Scuola di guerra dell’esercito) und war danach auch als Stabsoffizier eingesetzt. Für seine Verdienste am 6. November 1913 Ritter des Ordens der Krone von Italien und nahm zwischen 1915 und 1918 am Ersten Weltkrieg teil. Er wurde 1917 zum Oberst (Colonnello) befördert und aufgrund seiner militärischen Leistungen am 13. September 1917 Ritter des Ordens der Heiligen Mauritius und Lazarus sowie am 15. November 1918 Ritter des Militärordens von Savoyen.
In der Zwischenkriegszeit folgten weitere Verwendungen im Heer, wofür er am 9. März 1919 Kommandeur des Ordens der Krone von Italien sowie am 29. Januar 1922 Offizier des Ordens der Heiligen Mauritius und Lazarus wurde. Am 4. Dezember 1925 wurde er Kabinettschef (Capo di Gabinetto) von Kriegsminister (Ministro della guerra) Benito Mussolini und bekleidete dieses Amt bis zum 13. Juni 1932 auch unter dessen Nachfolger Pietro Gazzera, der seit dem 12. September 1929 Kriegsminister war. Für seine Verdienste in dieser Funktion wurde er am 2. Januar 1926 Großoffizier des Ordens der Krone von Italien sowie am 24. Juli 1931 Kommandeur des Ordens der Heiligen Mauritius und Lazarus. Darüber hinaus wurde er am 1. Oktober 1931 zum Generalmajor (Generale di Divisione) befördert sowie nach seinem Ausscheiden aus dem Kriegsministerium am 17. Juni 1932 auch Kommandeur des Ordens der Heiligen Mauritius und Lazarus.
1933 wurde Grossi zunächst Kommandeur der Territorialdivision in Cuneo im Piemont. Nachdem er am 28. Februar 1935 zum Generalleutnant (Generale di Corpo d’Armata) befördert worden war, übernahm er am 17. März 1935 den Posten als Kommandierender General des Korps in Turin sowie danach bis 1938 als designierter Oberbefehlshaber der Armee in Verona. Am 24. Juli 1936 wurde ihm das Großkreuz des Ordens der Krone von Italien verliehen und am 2. September 1937 erfolgte seine Ernennung zum designierten General (Generale designato d’Armata). 1938 wurde er designierter Oberbefehlshaber der wieder aufgestellten 4. Armee (4ª Armata) und verblieb in dieser Funktion bis zum 1. Dezember 1939, woraufhin Generale designato d’Armata Mario Vercellino ihn ablöste.

### Senator und Zweiter Weltkrieg
Am 25. März 1939 wurde Camillo Grossi von König Viktor Emanuel III. zum Mitglied des Senats (Senato del Regno) ernannt und gehörte diesem bis zu seinem Tode am 16. Juni 1941 an. Während seiner Senatsmitgliedschaft war er vom 17. April 1939 bis zum 16. Januar 1941 Mitglied des Streitkräfteausschusses (Commissione delle Forze Armate) sowie zeitgleich auch Mitglied des Ausschusses für den Obersten Gerichtshof (Commissione per il giudizio dell’Alta Corte di Giustizia). Am 1. Dezember 1939 wurde er zur besonderen Verfügung des Chefs des Generalstabes des Heeres gestellt und folgte daraufhin am 1. Februar 1940 Maresciallo d’Italia Rodolfo Graziani als Oberkommandierender der Armeegruppe Ost (Gruppo d’Armate Est). Nach der Niederlage Frankreichs wurde die Armeegruppe Ost am 10. Juli 1940 aufgelöst und gleichzeitig das Heeresgruppenkommando West in Gruppo d’Armate a disposizione umbenannt und dann am 31. Oktober 1940 ebenfalls aufgelöst.
Nachdem er im Anschluss zwischen dem 10. Juli und dem 30. September 1940 dem Kriegsministerium zugeordnet war, fungierte Grossi zuletzt von Dezember 1940 bis zu seinem Tode am 16. Juni 1941 als Leiter der italienischen Waffenstillstandskommission in Frankreich (Commissione italiana per l’armistizio con la Francia). Er war mit Adele Luppo verheiratet.